# للفتيات الملونات (فلم)
للفتيات الملونات (بالإنجليزية: For Colored Girls) دراما أمريكية لعام 2010، من تأليف وإخراج وإنتاج تايلر بيري، ويضم مجموعة من الممثلين تشمل جانيت جاكسون ووبي غولدبرغ وفيليسيا رشاد. يصور الفيلم الحياة المترابطة لعشر نساء ويستكشف حياتهم ونضالهم كنساء ملونات.

## طاقم التمثيل
- جانيت جاكسون: في دور جوانا «جو» برادمور
- ثاندي نيوتن: في دور تانجي ادروز
- ووبي غولدبرغ: في دور أليس أدروز
- فيليسيا رشاد: في دور جيلدا
- أنيكا نوني روز: في دور ياسمين
- لوريتا ديفين: في دور خوانيتا سيمز
- كيمبرلي إليز: في دور كريستال والاس
- كيري واشنطن: في دور كيلي واتكينز
- تيسا طومسون: في دور نيلا أدروز
- ميسي جراي: في دور روز
- مايكل إيلي: في دور بيو ويلي براون
- عماري هاردويك: في دور كارل برادمور
- هيل هاربر: في دور دونالد واتكينز
- خليل كين: في دور بيل
- ريتشارد لوسون: في دور فرانك[2]

## ملخص أحداث الفيلم
الفيلم مأخوذ عن مسرحية «للفتيات الملونات اللواتي فكرن في الانتحار عندما يكون قوس قزح مكتمل»، وعلى عكس المسرحية الأصلية التي تضمنت سبعة نساء فقط معروفات بالألوان يؤدين مجموعة من 20 قصيدة، أعطى الفيلم أسماء كل شخصية من العشرين شخصية. تتعامل كل قصيدة مع قضايا مكثفة تؤثر بشكل خاص على النساء في تعليق مثير للتفكير حول معنى أن تكون أنثى ملونة في العالم.

## استقبال الفيلم
منح موقع الطماطم الفاسدة تقييم للفيلم بلغ 32% بناء على آراء 109 ناقد فني، ومنح موقع ميتاكريتيك تقييم مقداره 50% بناء على آراء 30 ناقد.

## وصلات خارجية
- للفتيات الملونات على موقع IMDb (الإنجليزية)
- للفتيات الملونات على موقع ميتاكريتيك (الإنجليزية)
- للفتيات الملونات على موقع الموسوعة البريطانية (الإنجليزية)
- للفتيات الملونات على موقع روتن توميتوز (الإنجليزية)
- للفتيات الملونات على موقع نتفليكس (الإنجليزية)
- للفتيات الملونات على موقع ألو سيني (الفرنسية)
- للفتيات الملونات على موقع Turner Classic Movies (الإنجليزية)
- للفتيات الملونات على موقع أول موفي (الإنجليزية)
- للفتيات الملونات على موقع بوكس أوفيس موجو (الإنجليزية)
- للفتيات الملونات على موقع فيلمافينيتي (الإسبانية)